# P-90
P-90 (іноді його називають P90) — однокотушковий звукознімач для електрогітари, що випускався Gibson Guitar Corporation з 1946 року, а також іншими постачальниками. Порівняно з іншими конструкціями одиночної котушки, наприклад, одиночною котушкою Fender, бобіна для P-90 ширша, але коротша. Одиночна котушка в стилі Fender намотана на вищу бобіну, але дроти розташовані ближче до окремих полюсів. Це робить P-90 дещо теплішим звуком з меншою різкістю та яскравістю. Як і інші звукознімачі з однією котушкою, P-90 піддається шуму змінного струму, якщо не використовується якась форма придушення.

## Історія
Приблизно в 1940 році Gibson запропонував новий бриджовий звукознімач у металевому корпусі для серії ES-100/125 як альтернативу класичному звукознімачу Charlie Christian.

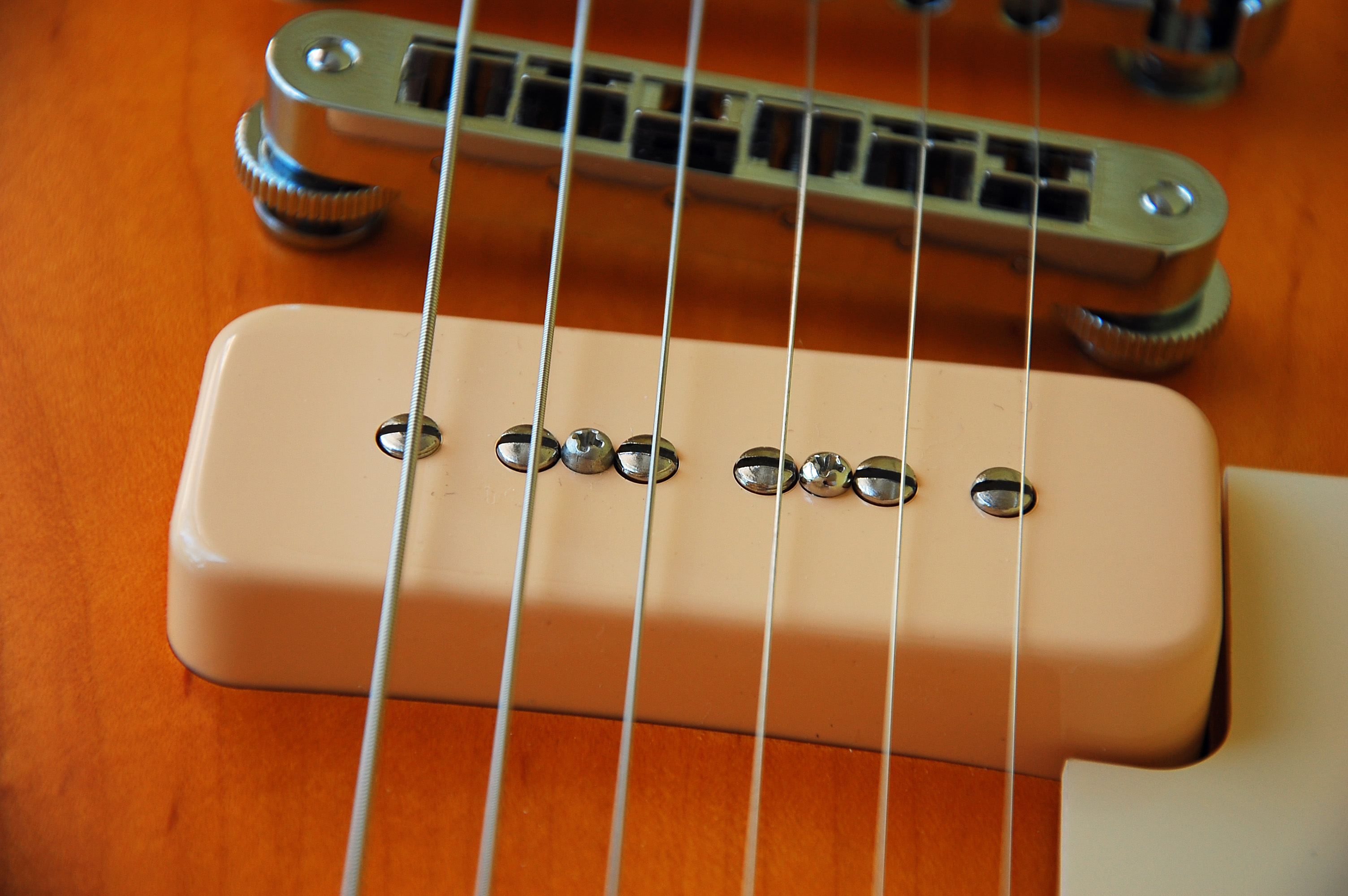
Мильний бар Gibson P-90

Офіційно звукознімачі P-90 були представлені в 1946 році, коли Gibson відновив виробництво гітар після Другої світової війни. Назва відноситься до номера деталі, визначеного компанією. Спочатку вони використовувалися для заміни оригінального звукознімача Gibson «bar» або «blade», також відомого як звукознімач Charlie Christian, на таких моделях, як ES-150, і до кінця 1940-х років це був стандартний звукознімач на всіх моделях. Мило P-90 дебютувало з електрогітарою Les Paul у 1952 році.